# Estrazione di vapore dal suolo
L'estrazione di vapore dal suolo (in inglese soil vapor extraction, SVE, o anche soil venting) è una tecnologia di bonifica dei suoli che consiste nell'estrarre le sostanze contaminanti dal terreno di un sito, sotto forma di vapori, attraverso dispositivi di aspirazione che sono solitamente costituiti da pozzi.
Si tratta dell'estrazione dei vapori delle sostanze contaminanti, a volte con l'ausilio di vapore acqueo; questo fatto, unito all'accezione comune di vapore, porta spesso alla confusione del termine (estrazione con vapore [acqueo] dal suolo, concetto corretto ma limitato ad una delle tecnologie).
Condizione necessaria all'attuabilità dello SVE è che i contaminanti siano presenti al di sopra della falda acquifera cioè nella zona insatura del terreno.
Il metodo si basa su un sistema di pozzi di insufflazione e pozzi di estrazione dei vapori: un flusso di aria e/o vapore acqueo viene immesso a contatto con gli inquinanti nella zona insatura attraverso la tecnica dell'air sparging, rimuovendoli attraverso la loro volatilizzazione.
Vengono rimossi i contaminanti che hanno un'alta tensione di vapore o un basso punto di ebollizione rispetto all'acqua.
L'applicazione del vuoto, inducendo la circolazione di aria nel sottosuolo, ha anche l'effetto di stimolare i processi di biodegradazione aerobica dei contaminanti organici. La tecnologia si applica principalmente per la bonifica di composti organici volatili e idrocarburi leggeri presenti nel sottosuolo a profondità non troppo elevate; non ha efficacia nella zona satura.